# Lucien-Léon-Jules-Marie Merlin
Lucien-Léon-Jules-Marie Merlin, francoski general, * 1890, † 1982.